# Вужачковидні
Вужачковидні (Ophioglossales) — порядок папоротеподібних рослин. Відомо понад 80 видів, з них в Україні зрідка зустрічаються 5.
Спершу порядок включали у монотиповий клас Ophioglossophyta, але молекулярні дослідження 2006 року вказали на тісний зв'язок з псилотовими (Psilotales), а не з іншими папоротеподібними, тому їх об'єднали у один клас.

## Опис
Характерними особливостями вужачковидних є: диморфізм листків, рівноспоровість, товстостінні спорангії без кільця, численні спори в одному спорангії (від 1500 до 15000), великі (до 6 см завдовжки) гаметофіти з мікоризою. Все це свідчить про древність та примітивність.
Це невеличкі багаторічні, здебільшого наземні рослини, рідше — епіфіти (у тропіках). Листки вужачковидних розділені на дві частини — верхню спороносну (фертильну) та нижню асиміляційну (хлорофілоносну, стерильну). Ні перша, ні друга частини листків у молодому віці не бувають равликоподібно згорнуті.

## Класифікація
Вужачковидні містять одну родину — вужачкові (Ophioglossaceae), яку у деяких класифікаціях розділяють на дві або три родини:
- Вужачкові (Ophioglossaceae)
- Гронянкові (Botrychiaceae)
- Рід Helminthostachys іноді відносять до монотипової підродини Helminthostachyoideae
- Нещодавно виявлений вид і новий рід — Mankyua chejuense ще більше ускладнює систематику.

Проте, останні дослідження вказують на те, що всі види треба об'єднати знову в єдину родину Ophioglossaceae.